# Allas-Bocage
Allas-Bocage – miejscowość i gmina we Francji, w regionie Nowa Akwitania, w departamencie Charente-Maritime.
Według danych na rok 1990 gminę zamieszkiwały 163 osoby, a gęstość zaludnienia wynosiła 15 osób/km² (wśród 1467 gmin regionu Poitou-Charentes Allas-Bocage plasuje się na 832. miejscu pod względem liczby ludności, natomiast pod względem powierzchni na miejscu 789.).